# سوتین فنردار

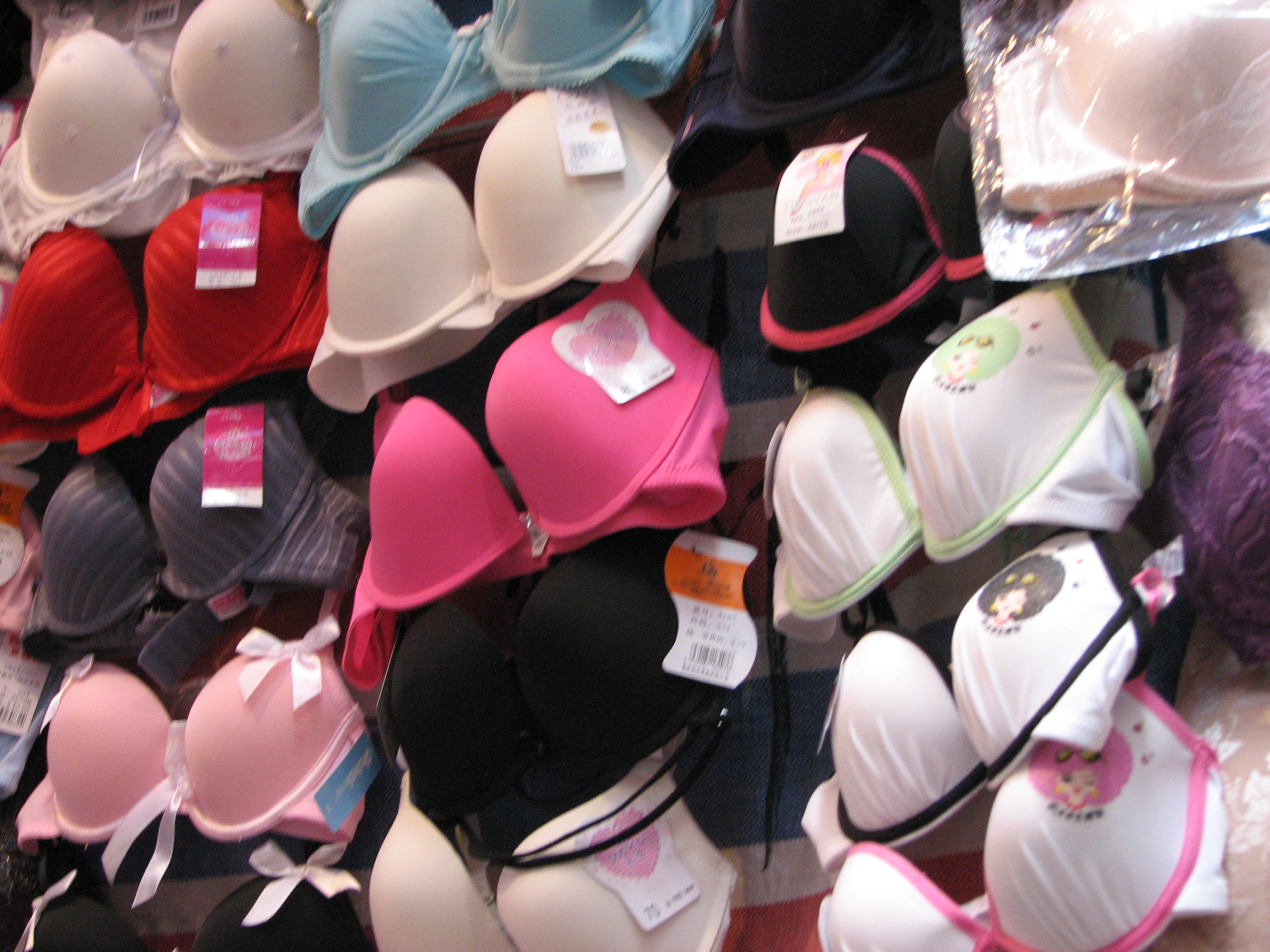
مجموعه‌ای از سوتین‌های فنردار

یک سوتین فنردار یا سوتین فنری نوعی سوتین است که با بهره‌گیری از سیم‌های نازک نیم دایره نصب شده در داخل پارچه سینه بند سفت و سخت شده است. سیم ممکن است از فلز، پلاستیک یا رزین ساخته شده باشد.

استفاده از سوتین فنری ممکن است برای بعضی از افراد مشکلات پزشکی ایجاد کند. بطور مثال افرادی که سرطان پستان دارند باید از پوشیدن آن اجتناب کنند.